# Lynne Tracy
Lynne Tracy est une diplomate américaine, ambassadrice des États-Unis en Russie, en poste depuis janvier 2023. Elle a été ambassadrice des États-Unis en Arménie de 2019 à 2022.

## Enfance et éducation
Tracy est née à Barberton dans l'Ohio, elle est l'une des trois filles d'Albert et Carol Pontius Tracy. Elle a obtenu un baccalauréat en études soviétiques de l'Université de Géorgie en 1986 et un doctorat en droit en 1994 de la faculté de droit de l'Université d'Akron.

## Carrière
Tracy travaille pour le service extérieur des États-Unis, elle a occupé diverses missions internationales, notamment en Asie centrale et du Sud, notamment chef de mission adjoint à l'ambassade d'Achgabat, au Turkménistan et comme officier principal à Peshawar, au Pakistan de 1995 à 1997, et à Astana, Kazakhstan. Tracy a été responsable politique à Kaboul de 2002 à 2003, agente consulaire à Bichkek, au Kirghizistan, de 1997 à 2000 ; et en tant qu'officier politique/consulaire à Peshawar, au Pakistan. Dans le cadre de missions nationales, elle a été chargée de mission pour le Kazakhstan de 2003 à 2004 et pour la Géorgie au Bureau des affaires européennes et eurasiennes de 2001 à 2002, et assistante de l'envoyé spécial pour les États nouvellement indépendants au Département d'État à partir de 2000. à 2001.
Le 26 août 2008, alors qu'elle était en poste comme officier principal à Peshawar, elle a été attaquée par des hommes armés qui ont tiré sur son automobile, arrachant les pneus avant. Tracy, son garde du corps et son chauffeur se sont tous échappés. Le Prix du Secrétaire pour l'héroïsme a récompensé sa « rapidité de réflexion », son retour au travail le même jour et sa continuité dans son rôle malgré les risques,.
Tracy a été directrice pour l'Asie centrale au Conseil national de sécurité de 2011 à 2012. De 2012 à 2014, elle a été secrétaire adjointe adjointe pour l'Asie centrale au Bureau des affaires d'Asie du Sud et d'Asie centrale . De 2014 à 2017, Tracy a été chef de mission adjointe à l'ambassade de Moscou, en Russie. En 2017, Tracy a reçu un Distinguished Honor Award pour sa contribution en tant que chef de mission adjointe à Moscou.

### Ambassadeur des États-Unis en Arménie
Le 28 septembre 2018, le président Donald Trump a nommé Tracy ambassadrice des États-Unis en Arménie, et elle a été confirmée par le Sénat le 2 janvier 2019. L'approbation de Tracy a été précédée par d'intenses questions de la part des sénateurs Bob Menendez et Ed Markey sur la politique américaine à l'égard du déni par la Turquie du génocide arménien. Elle a prêté serment en tant qu'ambassadrice en février 2019,,. Tracy a présenté ses lettres de créance le 1er mars. Elle a quitté ses fonctions le 20 décembre 2022. 
Le 7 décembre 2022, le ministre arménien des Affaires étrangères , Ararat Mirzoyan, a décerné à Lynne Tracy la Médaille d'honneur du ministère arménien des Affaires étrangères.

### Ambassadeur des États-Unis en Russie

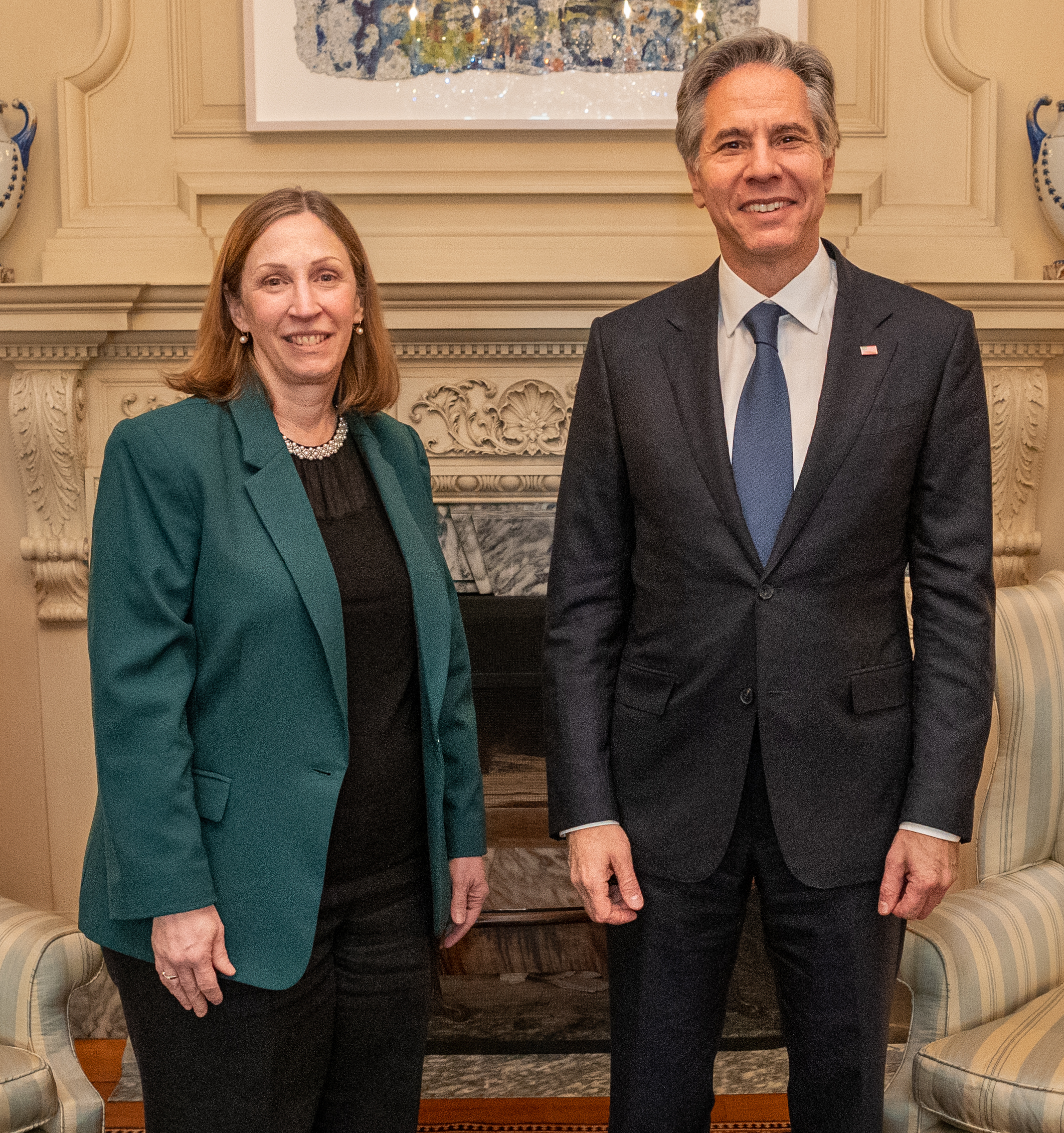
Tracy avec le secrétaire d'État Antony Blinken en 2023

Tracy a été nommée par le président Joe Biden le 20 septembre 2022 au poste d'ambassadeur en Russie,. L'ambassadeur John Sullivan a quitté Moscou le 4 septembre 2022 et a déclaré qu'il prendrait sa retraite. Des auditions sur sa nomination ont eu lieu devant la commission sénatoriale des relations étrangères le 30 novembre 2022. Le comité a annoncé favorablement sa nomination au Sénat le 7 décembre 2022. Sa nomination a été confirmée par le Sénat des États-Unis le 21 décembre 2022 par 93 voix contre 2. Elle a prêté serment le 9 janvier 2023 et a présenté ses lettres de créance à la fin de ce mois.

## Vie privée
Tracy parle russe.

## Distinctions
- Arménie : Médaille d'honneur du ministère des Affaires étrangères d'Arménie.

## Sources et références
1. 1 2  « U.S. Ambassador to Armenia Lynne Tracy » [archive du 7 novembre 2021], 7 novembre 2021 (consulté le 7 novembre 2021)
2. ↑  The Congressional Record, Senate,"Report of the Committee on Foreign Relations" 13 December 2018
3. 1 2  The White House "President Donald J. Trump Announces Intent to Nominate and Appoint Personnel to Key Administration Posts" 21 September 2018
4. 1 2  U.S. Department of State "Secretary Clinton to Present Lynne Tracy with the Secretary's Award for Heroism" 3 December 2009 accessed 1 March 2019
5. 1 2  (en) Wehrman, « Barberton native nominated as U.S. ambassador to Armenia » [archive du 5 août 2021], Akron Beacon Journal (consulté le 1er mars 2019)
6. ↑  (en-US) « Tracy Lynne M. – Armenia – October 2018 » [archive du 4 janvier 2019], U.S. Department of State (consulté le 1er mars 2019)
7. ↑  « PN2548 – Nomination of Lynne M. Tracy for Department of State, 115th Congress (2017-2018) », www.congress.gov, 2 janvier 2019 (consulté le 1er mars 2019)
8. ↑  « Lynne M. Tracy sworn as U.S. Ambassador to Armenia », PanARMENIAN.Net (consulté le 1er mars 2019)
9. ↑  « Foreign Minister of Armenia Zohrab Mnatsakanyan met with Lynne M. Tracy, newly appointed Ambassador of the United States », mfa.am, 1er mars 2019 (consulté le 6 avril 2019)
10. ↑  « US Ambassador Lynne Tracy's farewell video message », U.S. Embassy Yerevan via Facebook, 20 décembre 2022 (consulté le 26 janvier 2023)
11. ↑  (en) « Armenian Foreign Minister awards Medal of Honor to outgoing United States Ambassador », armenpress.am (consulté le 24 août 2023)
12. ↑  « President Biden Announces Key Nominees », The White House, 20 septembre 2022 (consulté le 22 septembre 2022)
13. ↑  (en) Atwood, « First on CNN: Biden to nominate new ambassador to Russia | CNN Politics », CNN, 14 septembre 2022 (consulté le 15 septembre 2022)
14. ↑  Wong, « John Sullivan, the U.S. ambassador to Russia, leaves Moscow to retire. », The New York Times, 4 septembre 2022 (consulté le 4 septembre 2022)
15. ↑  « On the Nomination (Confirmation: Lynne M. Tracy, of Ohio, to be Ambassador of the United States of America to the Russian Federation) », US Senate (consulté le 21 décembre 2022)
16. ↑  « Lynne M. Tracy », United States Department of State (consulté le 26 janvier 2023)
17. ↑  (en) « New U.S. ambassador to Russia heckled by pro-Kremlin protesters », sur Reuters, 30 janvier 2023 (consulté le 31 janvier 2023)